# Clayton Fredericks
Clayton Fredericks est un cavalier australien de concours complet né le 17 novembre 1967. Lors des Jeux équestres mondiaux de 2006, il est vice-champion du monde en individuel et médaille de bronze par équipe.
En 2008, aux Jeux olympiques de Pékin, il remporte la médaille d'argent par équipe . Il est marié à Lucinda Fredericks, également cavalière de concours complet.